# Varázsapu
A Varázsapu (eredeti címén: Terry Pratchett's Hogfather) egy kétrészes brit televíziós tévéfilm-adaptáció az azonos című Terry Pratchett könyvből. 
Első vetítése a brit Sky One televízión 2006 karácsonyán volt. Magyarországon 2008 decemberében vetítette a Viasat 3.
A filmet 2007-ben három Televíziós BAFTA-díjra jelölték, melyből kettőt nyert el (legjobb vizuális effektusok és interaktivitás kategóriában).

## Történet
Disznóapó, nagyjából Télapó Korongvilágbeli megfelelője, Disznólesés éjjelén váratlanul eltűnik. Szerepét maga a Halál lesz kénytelen átvenni, amíg unokája, Susan megpróbálja kideríteni, mi is történt Disznóapóval.

## Szereplők
| Szerep                     | Színész                                        | Magyar hang     |
| -------------------------- | ---------------------------------------------- | --------------- |
| Albert                     | David Jason                                    | Csuja Imre      |
| Teazsúr / Jonathan Teatime | Marc Warren                                    | Markovics Tamás |
| Susan Sto Helit            | Michelle Dockery                               | ?               |
| Lord Downey                | David Warner                                   | Reviczky Gábor  |
| Vernon Crumley             | Tony Robinson                                  | ?               |
| Mr. Sideney                | Nigel Planer                                   | ?               |
| Medium Dave                | Peter Guinness                                 | Varga Rókus     |
| Banjo                      | Stephen Marcus                                 | ?               |
| Narrátor hangja            | Ian Richardson                                 | Varga Gábor     |
| Halál                      | Marnix Van Den Broeke (hangja: Ian Richardson) | Papp János      |
| Dékán                      | John Franklyn-Robbins                          | Szokolay Ottó   |
| Mustrum Ridcully           | Joss Ackland                                   | Faragó András   |
| A holló (hang)             | Neil Pearson                                   | ?               |
| A játékkészítő             | Terry Pratchett                                | ?               |